# Jiří Šťastný
Jiří Šťastný (Praga, 13 dicembre 1938) è un ex cestista cecoslovacco.

## Carriera
Dopo la laurea presso la Facoltà di Ingegneria Elettrica presso l'Università Tecnica Ceca di Praga nel 1961, ha lavorato presso il Dipartimento di Ingegneria Elettrica presso la Facoltà di Ingegneria Meccanica e presso il Dipartimento di Ingegneria Elettrica presso l'Istituto di Strumentazione e Ingegneria del Controllo.
Fu giocatore della squadra Slavia VŠ Praha per 19 stagioni (1957-1967), con la quale fu due volte campione e tre volte vice campione della Cecoslovacchia. Ha segnato 1.039 punti in sei stagioni nel campionato di basket cecoslovacco dopo il 1962 (introduzione di statistiche dettagliate sulle partite). Con la squadra ha gareggiato due volte nella Coppa dei Campioni ed è arrivato secondo nel 1966 e terzo nel 1967. Nel 1968, la squadra ha giocato nelle finali della Coppa delle Coppe FIBA e ha perso davanti all'AEK Athens (GRE) di 65.000 spettatori 82-89.
Ha vinto una medaglia d'argento con la squadra di basket cecoslovacca agli Europei del 1959. Negli anni 1959-1965, ha giocato un totale di 71 partite per la squadra nazionale della Cecoslovacchia.
Ha vinto una medaglia di bronzo alle Universiadi Mondiali di Sofia con la squadra cecoslovacca. È incluso nella lista onoraria dei maestri dello sport. Nel 2012 è stato inserito nella Hall of Fame della Czech Basketball Federation.

## Palmarès
- Campionato cecoslovacco: 2

Slavia VŠ Praga: 1964-65, 1965-66